# Boitron, Orne
Boitron là một xã thuộc tỉnh Orne vùng Normandie tây bắc nước nước Pháp. Xã này nằm ở khu vực có độ cao trung bình 225 mét trên mực nước biển.